# Вавилов, Анатолий Георгиевич
Анатолий Георгиевич Вавилов (1 апреля 1924, Вятка — 10 марта 1999, Киров) — сержант Рабоче-крестьянской Красной Армии, участник Великой Отечественной войны, Герой Советского Союза (1944).

## Биография
Родился 1 апреля 1924 года в Вятке, в рабочей семье. Окончил семь классов школы и школу фабрично-заводского ученичества, после чего работал слесарем в локомотивном депо станции «Киров-1».
В 1942 году был призван на службу в Рабоче-крестьянскую Красную Армию. С сентября того же года — на фронтах Великой Отечественной войны. К сентябрю 1943 года младший сержант Анатолий Вавилов был наводчиком орудия 1334-го зенитного артиллерийского полка 21-й зенитной артиллерийской дивизии 47-й армии Воронежского фронта. Отличился во время освобождения Киева.
Во время освобождения Киева участвовал в отражении многочисленных воздушных атак противника. 10 сентября 1943 года сбил один, 27 сентября и 29 сентября — ещё три бомбардировщика врага. 3—4 ноября 1943 года, заменив получившего ранение командира орудия, сбил ещё три немецких самолёта.
Указом Президиума Верховного Совета СССР «О присвоении звания Героя Советского Союза офицерскому и сержантскому составу артиллерии Красной Армии» от 9 февраля 1944 года за «образцовое выполнение боевых заданий командования на фронте борьбы с немецкими захватчиками и проявленные при этом отвагу и геройство» был удостоен высокого звания Героя Советского Союза с вручением ордена Ленина и медали «Золотая Звезда».
После окончания войны был уволен в запас в звании сержанта. Проживал в Кирове, работал старшим инструктором по противопожарной профилактике в военизированной охране Министерства путей сообщения СССР. В 1951 году вступил в ВКП(б). С 1983 года — на пенсии. Награждён знаком «Почётный железнодорожник» (1970).
Умер 10 марта 1999 года.
Также награждён орденом Отечественной войны 1-й степени и рядом медалей.